# Duivelsgrot

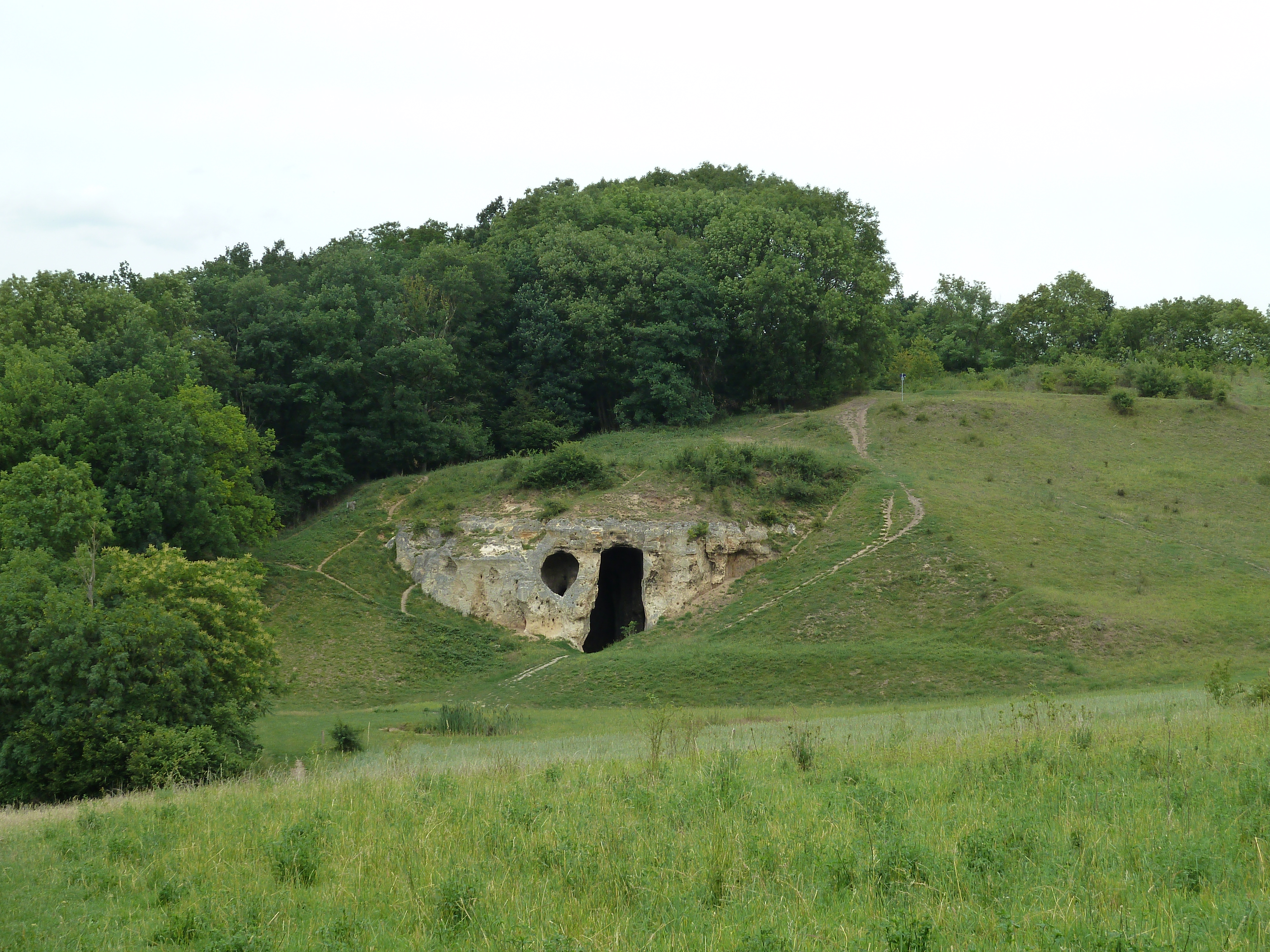
Ingang van de Duivelsgrot

De Duivelsgrot of Wijngaardgroeve is een klein gangenstelsel in de Sint-Pietersberg, onderdeel van het Plateau van Caestert, dat zich bevindt aan de zijde van het dal van de Jeker. De groeve ligt ten zuiden van Maastricht in Nederlands Zuid-Limburg. Ter plaatse van de groeve komt het droogdal Poppelmondedal uit in het Jekerdal. De ingang van de groeve ligt op minder dan 200 meter van de grens met België en op zo'n 400 meter ten noordoosten van Kanne.
Op ongeveer 530 meter naar het noordoosten lag vroeger de Nieuwe Marendalgroeve en op ongeveer 530 meter naar het noorden ligt de Oude Marendalgroeve. Op ongeveer 250 meter naar het oosten bevindt zich de zuidwestelijke groevewand van de ENCI-groeve.

## Geschiedenis
De groeve werd door blokbrekers ontgonnen voor de winning van kalksteenblokken.
De groeve is gedurende lange tijd een stal voor dieren en een opslagplaats geweest.
De oorsprong van de naam ligt mogelijks in het oude testament, waar melding wordt gemaakt dat de antichrist (waardeloze herder), geassocieerd met de duivel, blind is aan één oog:
Zachariah 11:17 "wee die waardeloze herder die het wolvee in de steek laat,
kome een zwaard over zijn arm en over zijn rechteroog!,moge zijn arm uitdrogen en indrogen en zijn rechteroog uitdoven en dof worden!
In het voorjaar van 2021 heeft Natuurmonumenten wegens instortingsgevaar de ingang afgesloten met een scherm van cortenstaal.  Hierdoor is de Duivelsgrot niet meer toegankelijk.  

## Natuur
De helling waarin de groeve ligt wordt de Poppelsberg genoemd. In dit nabijgelegen Poppelmondedal komt het geel zonneroosje voor. Verder leven er zeldzame kalkminnende planten.

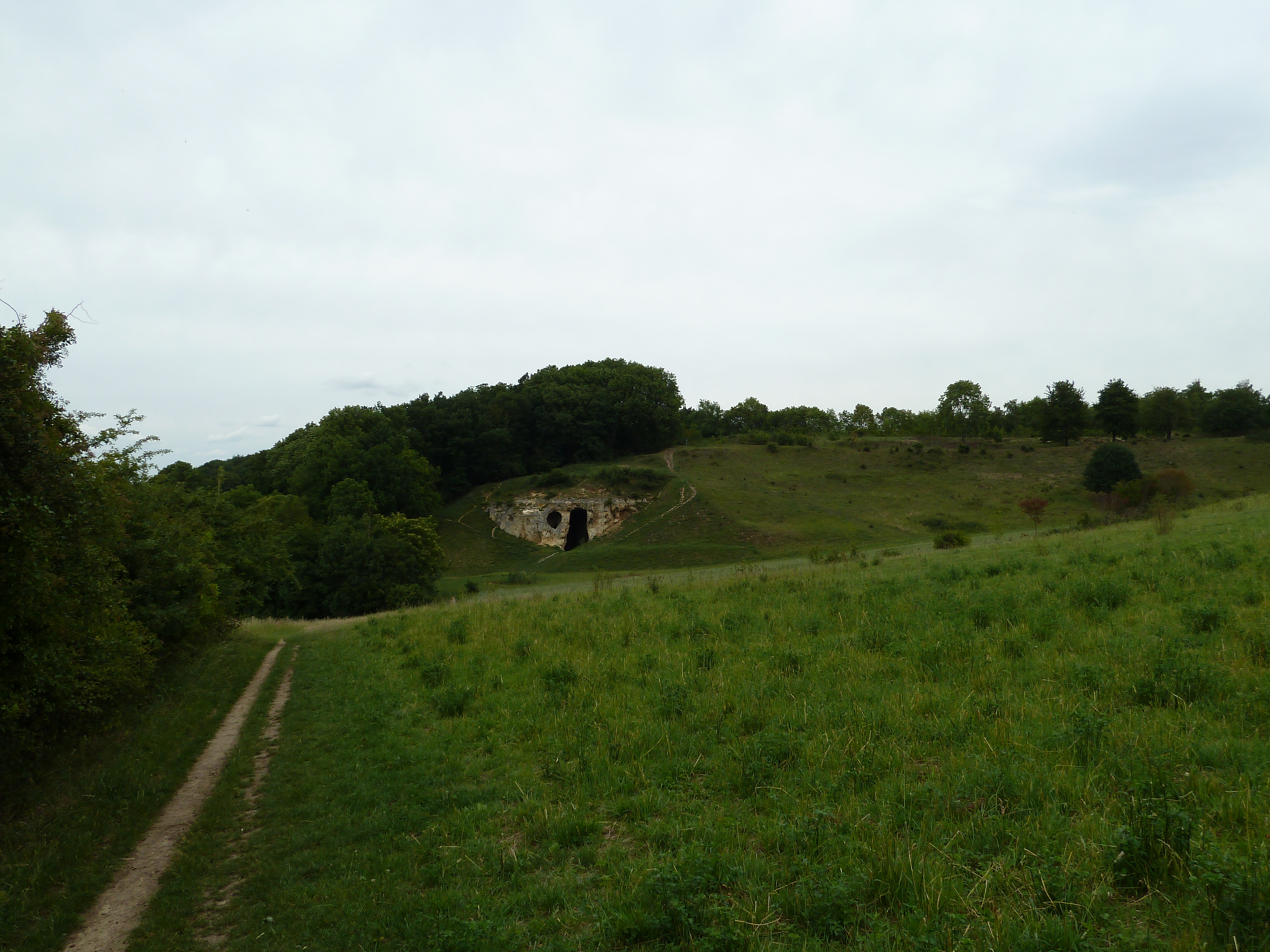
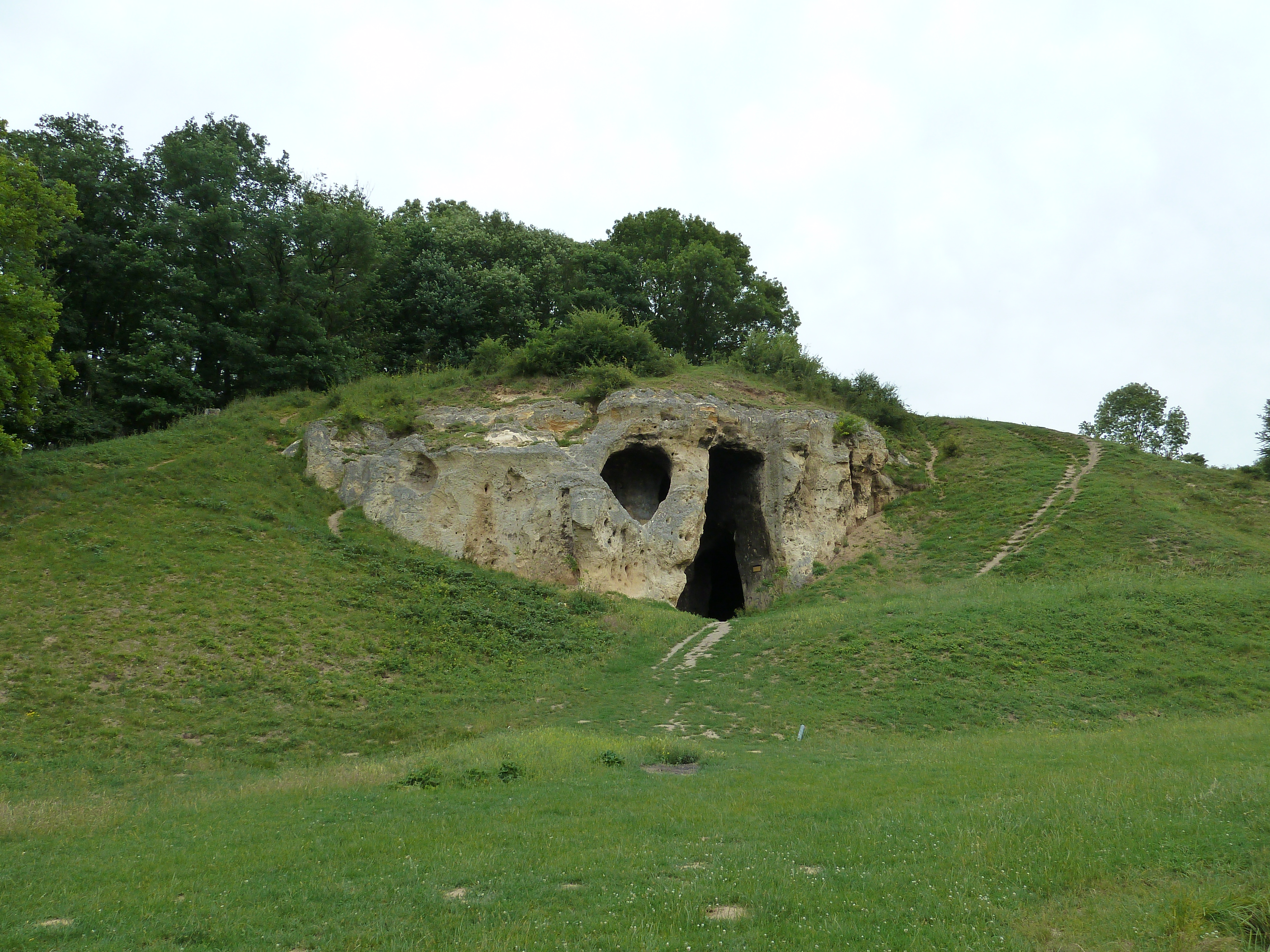
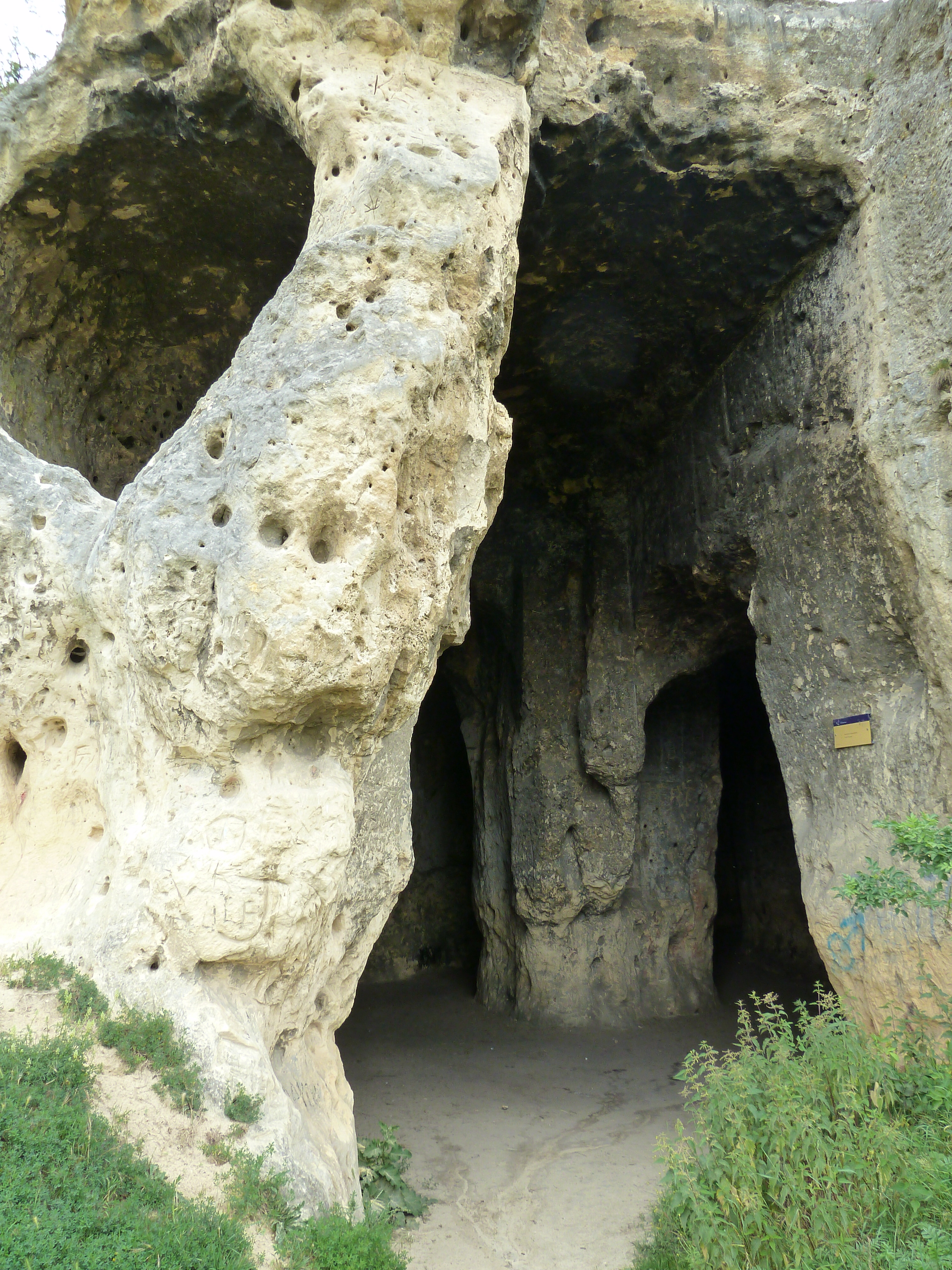
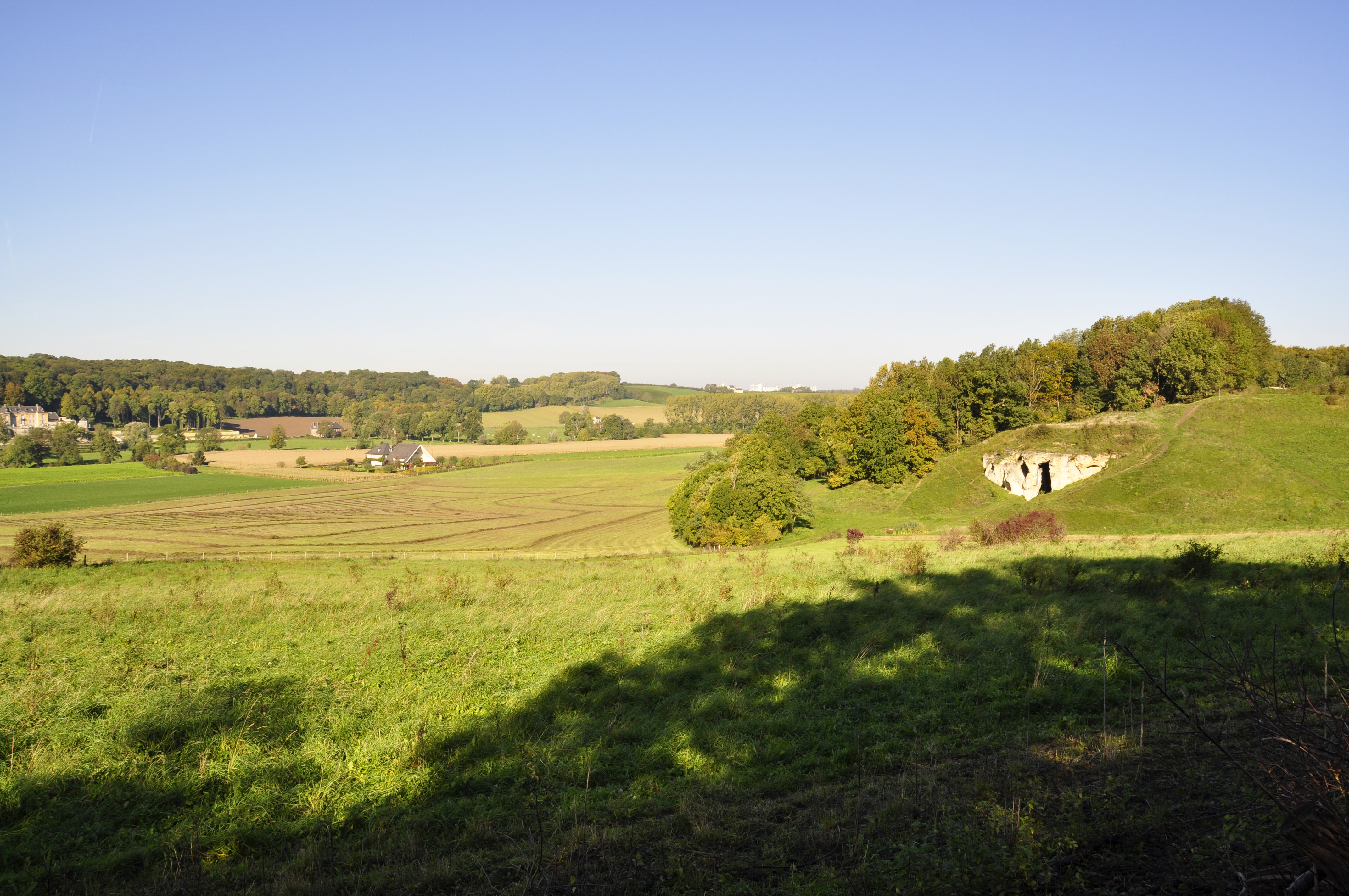
Uitzicht op de Duivelsgrot, Maastricht.